# Alberts dagbog
Alberts dagbog (svensk: Berts dagbok) er en ungdomsroman i dagbogsform af de svenske forfattere Anders Jacobsson og Sören Olsson, udgivet  i 1987. Den handler om Albert (Bert Ljung) fra 14. januar til 6. juni det år han fylder 12 på forårssemestret i 5. klasse. Den blev udgivet på dansk i 1992.
Bogen blev revideret i 1993.

## Handling
Bert går i 5. klasse (5 A), og er forelsket i en pige, Rebecka, i 5 B. Senere i bogen er han forelsket i han en anden pige, violinisten Nadja i 5. E på Jungbergska skolan.